# Литовский спортивный университет
Литовский спортивный университет (лит. Lietuvos sporto universitetas) — литовское государственное высшее учебное заведение спортивно-педагогического профиля со статусом университета, находящееся в Каунасе.

## История
Учреждение ведёт своё происхождение с 1934 года, когда президент Антанас Сметона основал Высшие курсы физического воспитания, чтобы выпускники могли преподавать физические упражнения и военную подготовку в гимназиях. В 1938 году курсы были закрыты, и их функции были переданы кафедре физического воспитания, созданной в Литовском университете.
В 1945 году Литовский государственный институт физического воспитания был основан как самостоятельное учебное заведение. Он располагался в бывшем дворце физкультуры и обзавелся стадионом с парой футбольных полей, спортивным залом, теннисной и баскетбольной площадками, библиотека насчитывала 33 тысячи книг. В первый год обучения в институте обучалось 100 студентов.
На 1 января 1960 года на 12 кафедрах института обучались 611 студентов, было подготовлено более 1 тысячи специалистов с высшим физкультурным образованием. Из 54 преподавателей 7 имели учёные степени и звания, преподавателями было опубликовано несколько сборников научных трудов, методические пособия по лыжному спорту, легкой атлетике, волейболу, и т. д.
В 1999 году институт был переименован в Литовскую академию физической культуры. В 2012 году Сейм Литвы единогласно одобрил изменение названия Литовской академии физического воспитания на Литовский спортивный университет.
С момента своего основания университет подготовил около 16 000 учителей физической культуры, спортивных тренеров, специалистов по физиотерапии, менеджеров по туризму и спорту и др.
Университет закончили многие известные спортсмены, тренеры и известные общественные деятели. Большое количество выпускников стали чемпионами и призерами Олимпийских игр, чемпионатов мира и Европы, среди них двукратный чемпион Европы по боксу Альгирдас Шоцыкас, обладатель золотой олимпийской медали и чемпион мира по баскетболу Модестас Паулаускас, обладатели золотых олимпийских медалей Вальдемарас Хомичюс, Римас Куртинайтис, Виргилиюс Алекна и др.